# ديفون ألكسندر
ديفون ألكسندر (بالإنجليزية: Devon Alexander)‏ مواليد 10 فبراير 1987 في سانت لويس، الولايات المتحدة، هو ملاكم محترف أمريكي يصنف ضمن فئة وزن الوسط.

## إحصائيات
خاض خلال مسيرته 37 نزالا، فاز في 27 وخسر في 9. فاز بالضربة القاضية في 14 نزالا.

## روابط خارجية
- ديفون ألكسندر على موقع بوكس ريك (الإنجليزية) (registration required)